# تپه گوناگی باغ لار
تپه گوناگی باغ لار مربوط به دوران‌های تاریخی پس از اسلام است و در شهرستان بوئین‌زهرا، بخش آوج، روستای چوبینه واقع شده و این اثر در تاریخ ۱۰ مهر ۱۳۸۰ با شمارهٔ ثبت ۴۰۹۷ به‌عنوان یکی از آثار ملی ایران به ثبت رسیده است.